# Michał Merliński
Michał Merliński (ur. 14 sierpnia 1903 w Warszawie, zm. ?) – polski inżynier pochodzenia żydowskiego, działacz sportowy, członek Zarządu Głównego Polskiego Związku Piłki Nożnej i jego sekretarz generalny w latach 1934–1937.

## Życiorys
Był synem Salomona i Sary (używała również imienia Zofia) z domu Pejmerin. Jego ojciec był urzędnikiem zaś matka prowadziła gabinety dentystyczne. Miał starszego brata; Jerzego, który wspólnie z żoną prowadził kancelarię adwokacką. Naukę pobierał w kilku warszawskich szkołach, zaś maturę uzyskał ostatecznie w Gimnazjum Państwowym im. Adama Mickiewicza. Podczas wojny polsko-bolszewickiej pełnił 3-miesięczną służbę wojskową. W 1930 ukończył studia na Wydziale Elektrycznym Politechniki Warszawskiej uzyskując dyplom inżyniera i podjął pracę w Warszawskiej Dyrekcji Poczt i Telegrafów. Jednocześnie w latach 1934–1937 był sekretarzem generalnym PZPN. 
W trakcie II wojny światowej trafił do getta warszawskiego, gdzie prawdopodobnie sprawował funkcję wyższego urzędnika w Wydziale Poczty Judenratu. Przed wybuchem powstania w getcie warszawskim wydostał się na tzw. aryjską stronę. Początkowo ukrywał się w bardzo trudnych warunkach w komórce na węgiel. Następnie schronienia udzielił mu jego przedwojenny znajomy Alfred Osmycki, który pośredniczył również w uzyskaniu przez Merlińskiego fałszywych dokumentów na nazwisko Maliński. W obawie przed aresztowaniem Merliński kilkakrotnie zmieniał miejsce swojego ukrycia. Okoliczności śmierci Michała Merlińskiego pozostają nieznane. Wiadomo jednak, że został on zatrzymany i przekazany Niemcom przez policję granatową.